# P.O.D.
P.O.D (förkortning för engelska Payable on Death) är ett kristet amerikanskt nu metal/rapcore-band från San Diego som grundades 1992. Gruppen består av gitarristen Marcos Curiel (som ersatte Jason Truby), trummisen Wuv Bernardo, sångaren Sonny Sandoval och basisten Traa Daniels (som kommer från Cleveland från början). Deras musik har influenser från latino, reggae, hiphop och rock. De slog igenom med albumet Satellite (2001), innehållande hitarna "Alive" och "Youth of the Nation".

## Medlemmar
Nuvarande medlemmar
- Sonny Sandoval (f. Paul Joshua Sandoval 16 maj 1974 i San Diego, Kalifornien) − sång (1992– )
- Wuv Bernardo (f. Noah Charles Bernardo Jr. 24 februari 1974) − trummor, slagverk, rytmgitarr, bakgrundssång (1992– )
- Marcos Curiel (f. 9 september 1974) − sologitarr, programmering, bakgrundssång (1992–2003, 2006– )
- Traa Daniels (f. Mark Daniels 30 december 1970 i Cleveland, Ohio) − basgitarr, bakgrundssång (1994– )

Tidigare medlemmar
- Gabe Portillo − basgitarr, bakgrundssång (1992–1994)
- Jason Truby (f. 1 juni 1973) − sologitarr, bakgrundssång (2003–2006)

Turnerande medlemmar
- Tim Pacheco – bakgrundssång, slagverk, trumpet, keyboard (2006)
- Luis Castillo – keyboard, bakgrundssång (2011– )
- Ernie Longoria − trummor (2013)

Bildgalleri

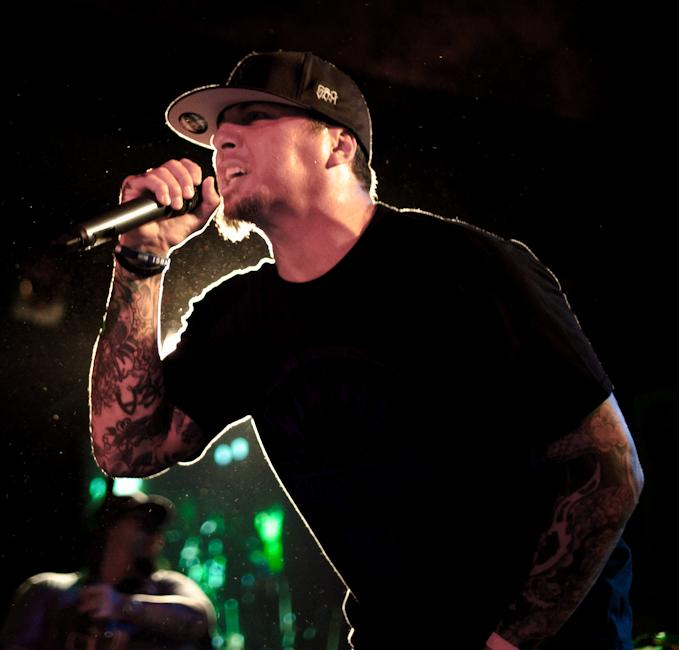
Sonny Sandoval
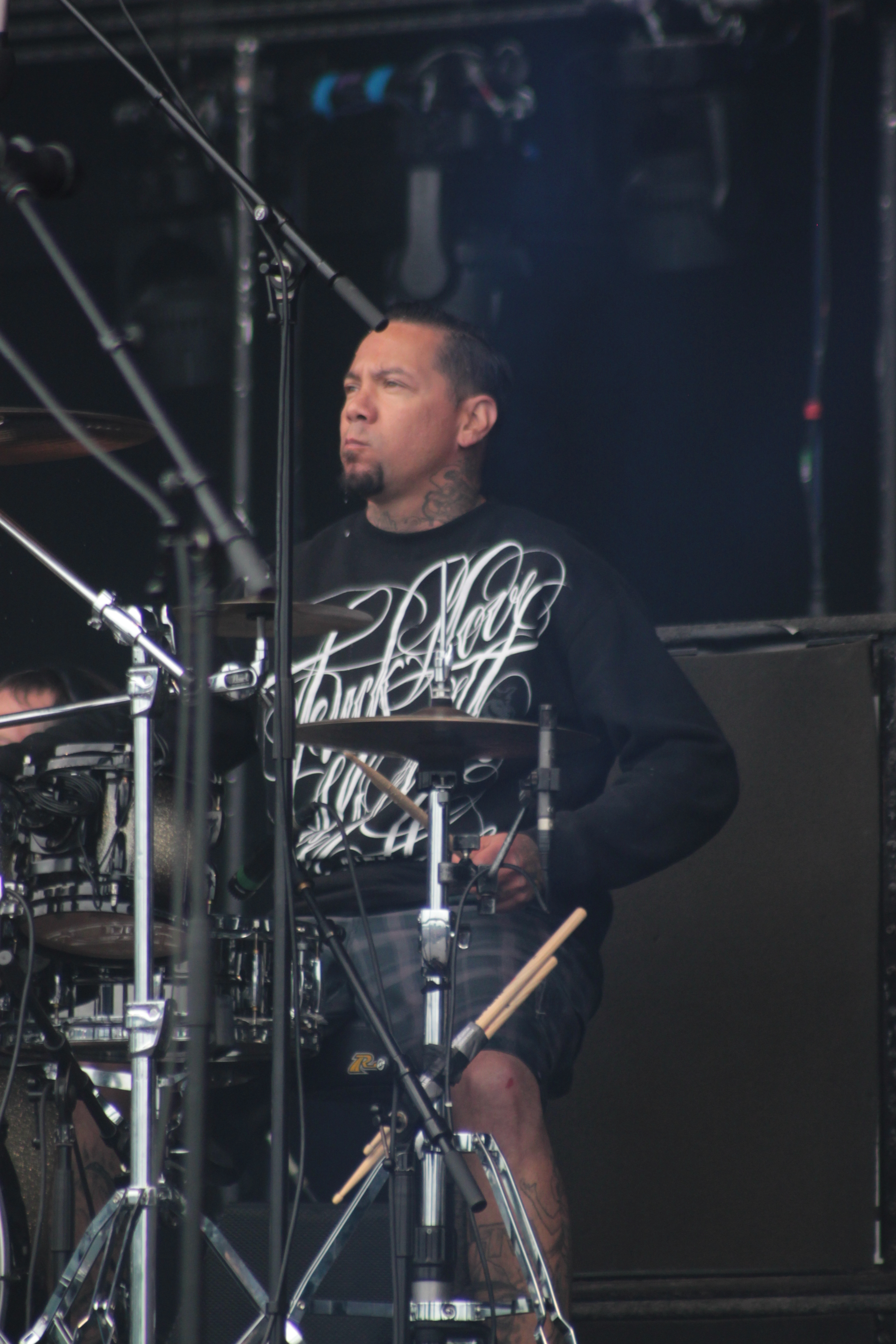
Wuv Bernardo
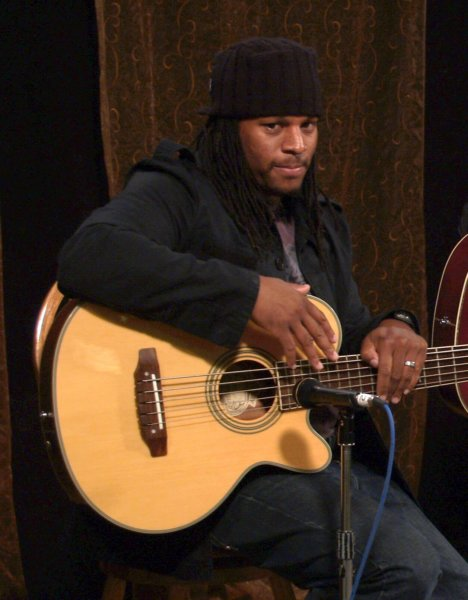
Traa Daniels

## Diskografi
Studioalbum
- 1994 – Snuff the Punk
- 1996 – Brown
- 1999 – The Fundamental Elements of Southtown
- 2001 – Satellite
- 2003 – Payable on Death
- 2006 – Testify
- 2008 – When Angels and Serpents Dance
- 2012 – Murdered Love
- 2015 – The Awakening
- 2018 – Circles
- 2024 – Veritas

Livealbum
- 1997 – Payable on Death Live
- 2008 – Rhapsody Originals

EP
- 1998 – The Warriors EP
- 2005 – The Warriors EP, Vol. 2

Singlar
- 1999 – "Southtown" (US Alt. #28, US Main. Rock #31)
- 2000 – "Rock the Party (Off the Hook)" (US Alt. #27, US Main. Rock #25)
- 2000 – "School of Hard Knocks" (US Alt. #38)
- 2001 – "Alive" (US #41, US Alt. #2, US Main. Rock #4)
- 2001 – "Youth of the Nation" (US #28, US Alt. #1, US Main. Rock #6)
- 2002 – "Boom" (US Alt. #13, US Main. Rock #21)
- 2002 – "Satellite" (US Alt. #21, US Main. Rock #15)
- 2003 – "Sleeping Awake" (US Alt. #20, US Main. Rock #41)
- 2003 – "Will You" (US Alt. #12, US Main. Rock #12)
- 2004 – "Change the World" (US Alt. #38, US Main. Rock #32)
- 2005 – "Goodbye for Now" (US #47, US Alt. #25, US Main. Rock #17)
- 2006 – "Lights Out" (US Main. Rock #30)
- 2006 – "Going in Blind" (US Main. Rock #35)
- 2008 – "Addicted" (US Main. Rock #30)
- 2008 – "Shine with Me"
- 2011 – "On Fire"
- 2012 – "Lost in Forever" (US Alt. #30, US Main. Rock #3)
- 2012 – "Higher" (US Main. Rock #12)
- 2013 – "Beautiful" (US Alt. #38, US Main. Rock #5)

Samlingsalbum
- 2006 – Greatest Hits: The Atlantic Years